# Conexão (matemática)

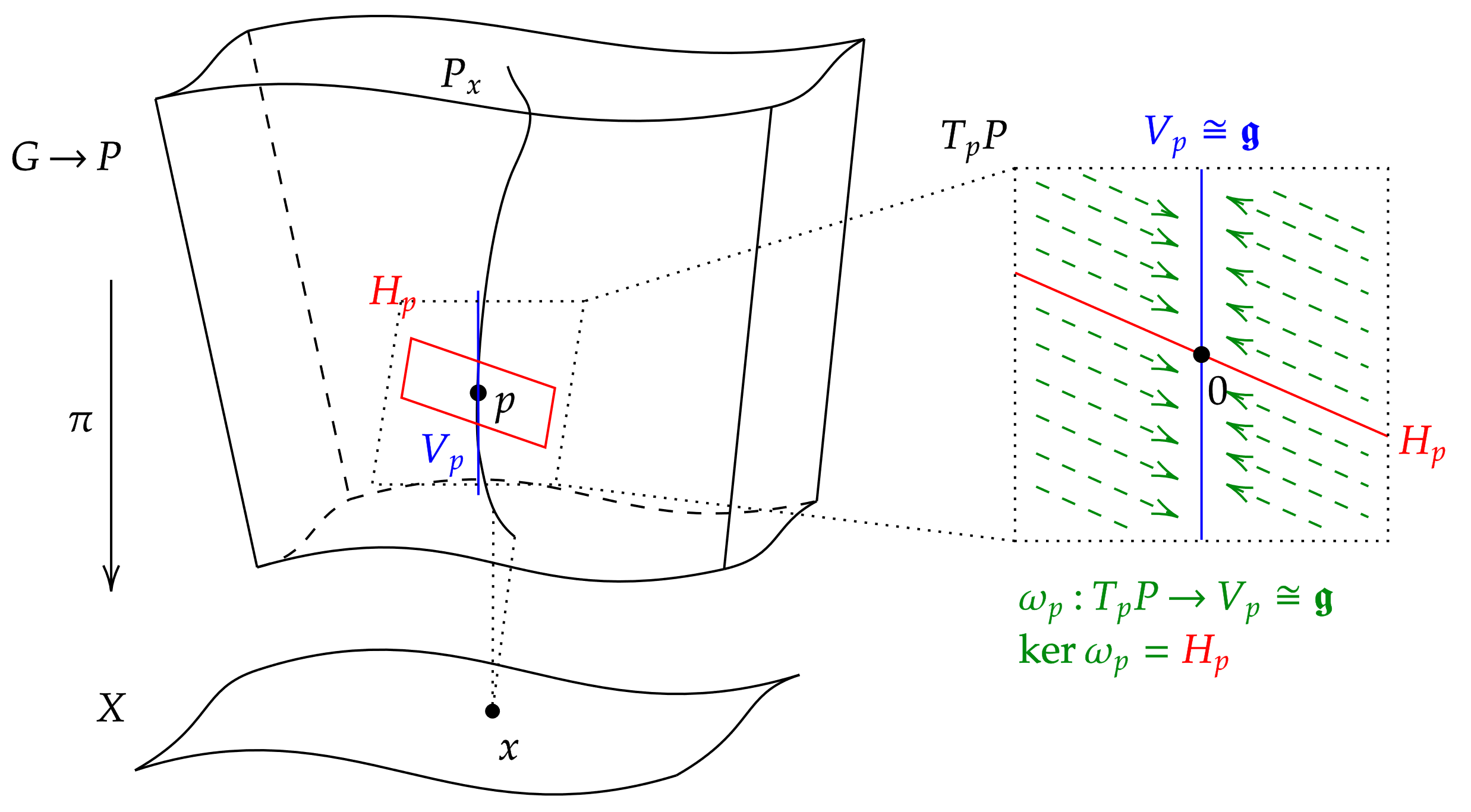
Representação de conexão matemática

Em geometria diferencial, uma conexão é um objeto matemático definido em uma variedade diferenciável que permite a relação ou "ligar" a geometria local em torno de um ponto com a geometria local em torno de outro ponto. O caso mais simples de uma conexão é a conexão afim que permite que se especifique uma derivada covariante em uma variedade diferenciável.